# Чуквуани, Точи
Точи Фил Чуквуани (дат. Tochi Phil Chukwuani; родился 24 марта 2003 года, Херлев, Дания) — датский футболист нигерийского происхождения, полузащитник клуба «Штурм».
Чуквуани родился в Дании в семье выходцев из Нигерии. 

## Клубная карьера
Чуквуани — воспитанник клуба «Норшелланн». 22 сентября 2019 года в матче против «Ольборга» он дебютировал в датской Суперлиге. 17 июля 2020 года в поединке против «Мидтьюлланна» Точи забил свой первый гол за «Норшелланн».